# NGC 6326
NGC 6326 é uma nebulosa planetária na direção da constelação de Ara. O objeto foi descoberto pelo astrônomo James Dunlop em 1826, usando um telescópio refletor com abertura de 9 polegadas. 